# Alphen-Chaam
Alphen-Chaam es un municipio de la provincia de Brabante Septentrional en los Países Bajos. El 30 de abril de 2017 contaba con una población de 10.040 habitantes, sobre una superficie de 93,51 km², de los que 0,49 km² corresponden a la superficie ocupada por el agua, con una densidad de 108 h/km².  
El municipio se creó el 1 de enero de 1997 por la fusión de los antiguos municipios de Alphen en Riel (del que se segregó Riel) y Chaam, más una parte del pueblo de Ulvenhout, anteriormente perteneciente a Nieuw-Ginneken. El ayuntamiento se localiza en Alphen. Otros pueblos son Chaam, Ulvenhout, Galder y Strijbeek, además de alguna aldea menor.

## Galería de imágenes

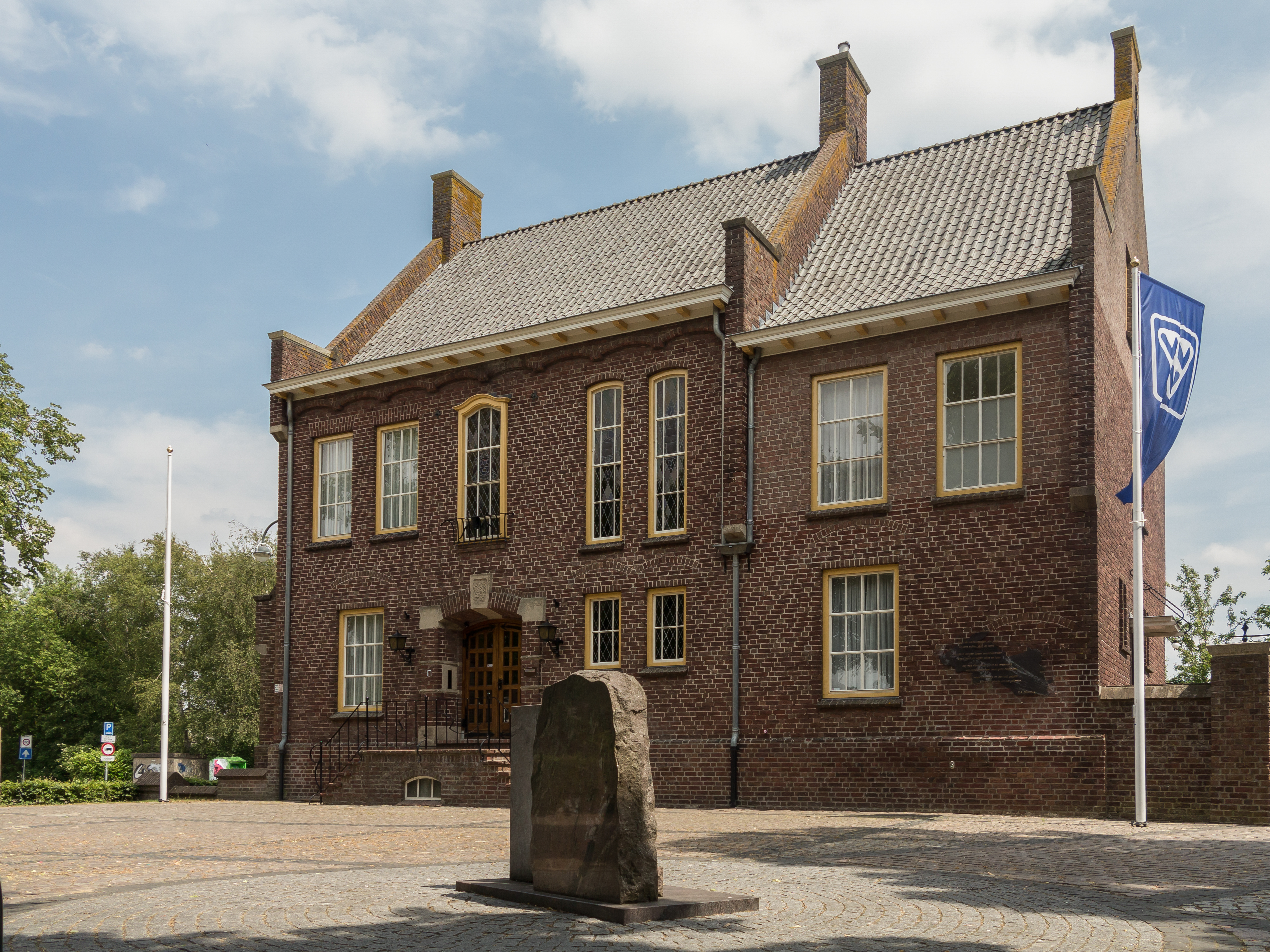
Chaam, Ayuntamiento
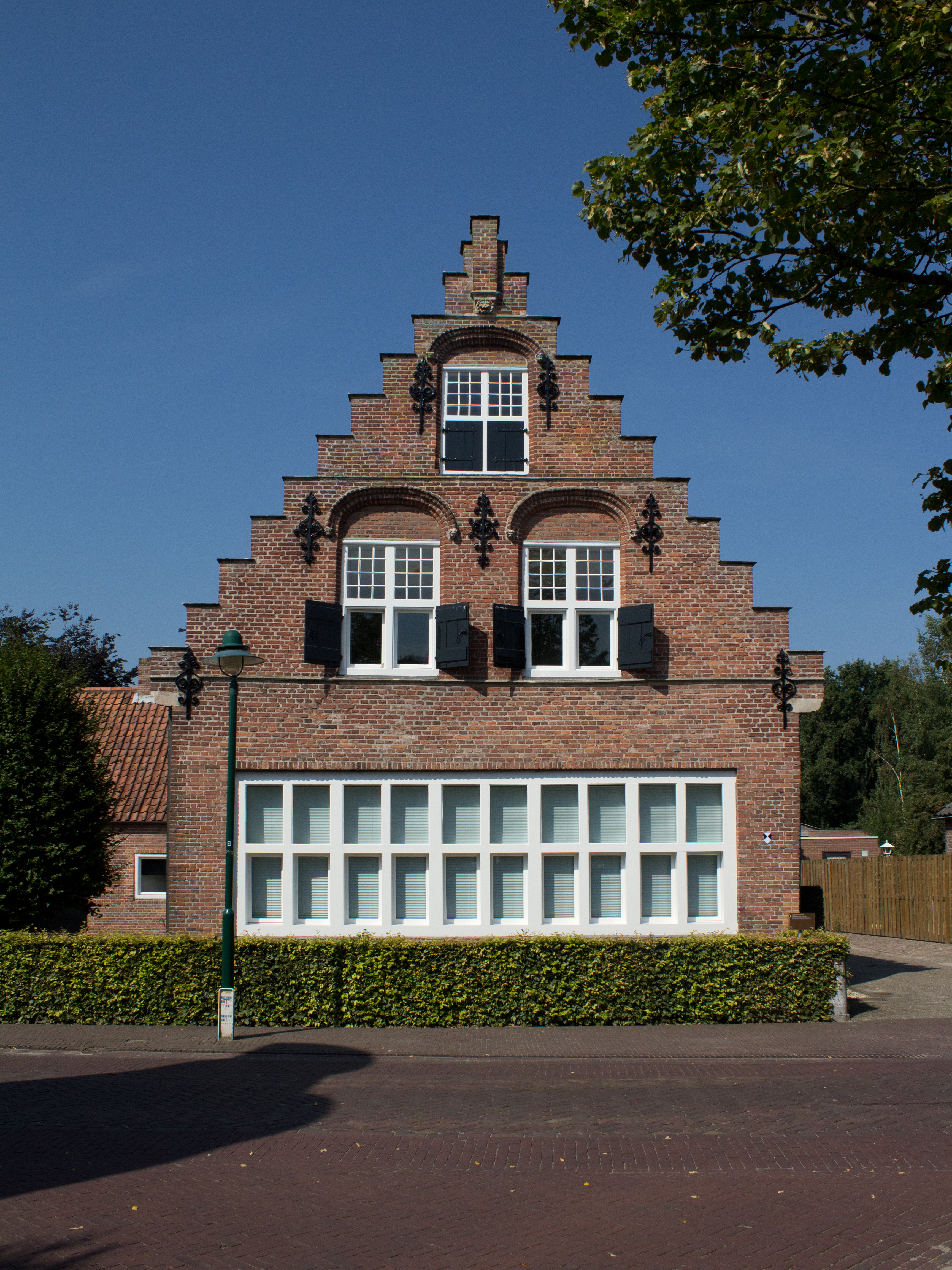
Alphen: Casa en Molenstraat, 8 (fachada de 1614-1619)
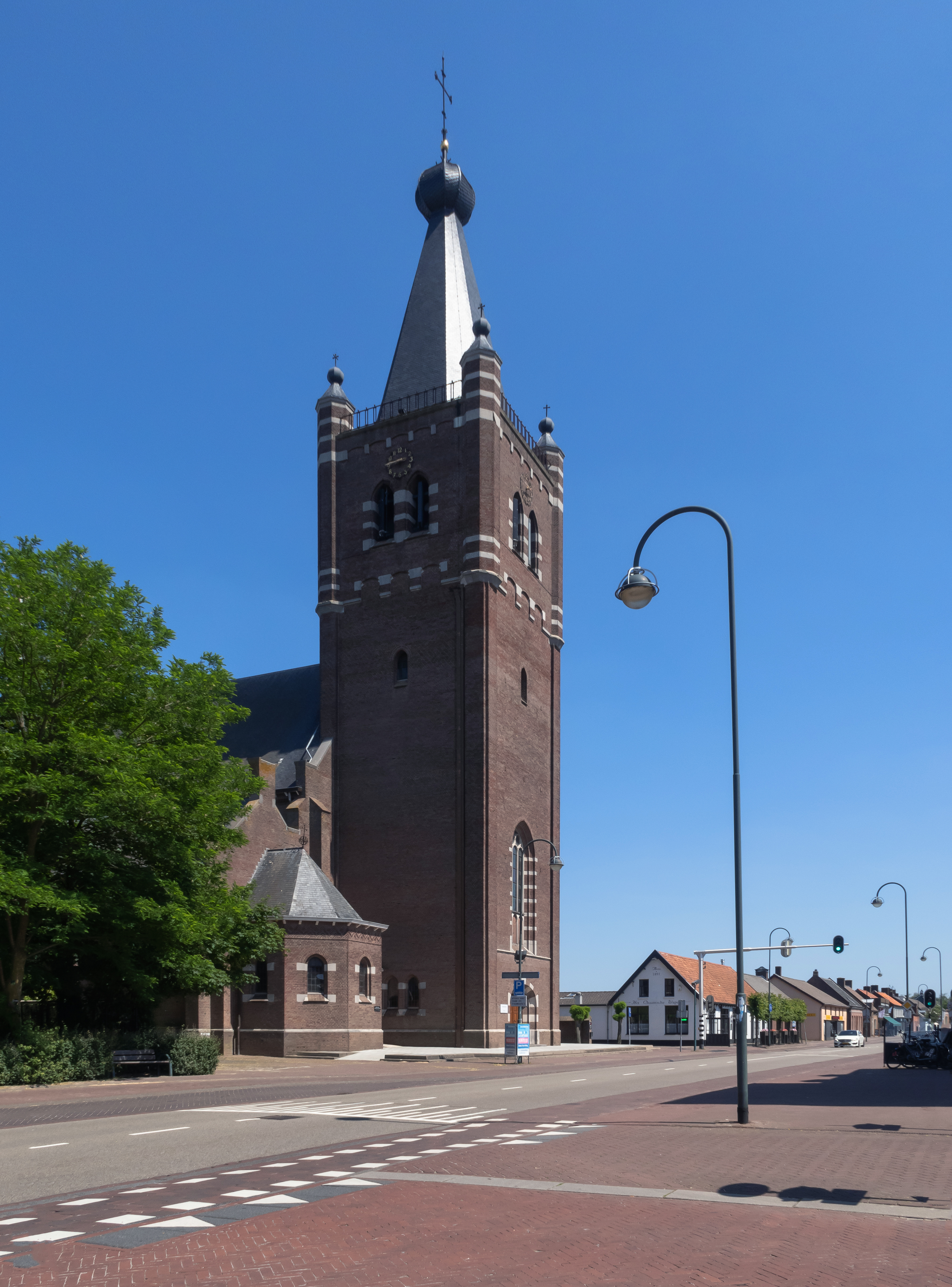
Chaam, Iglesia de San Antonio
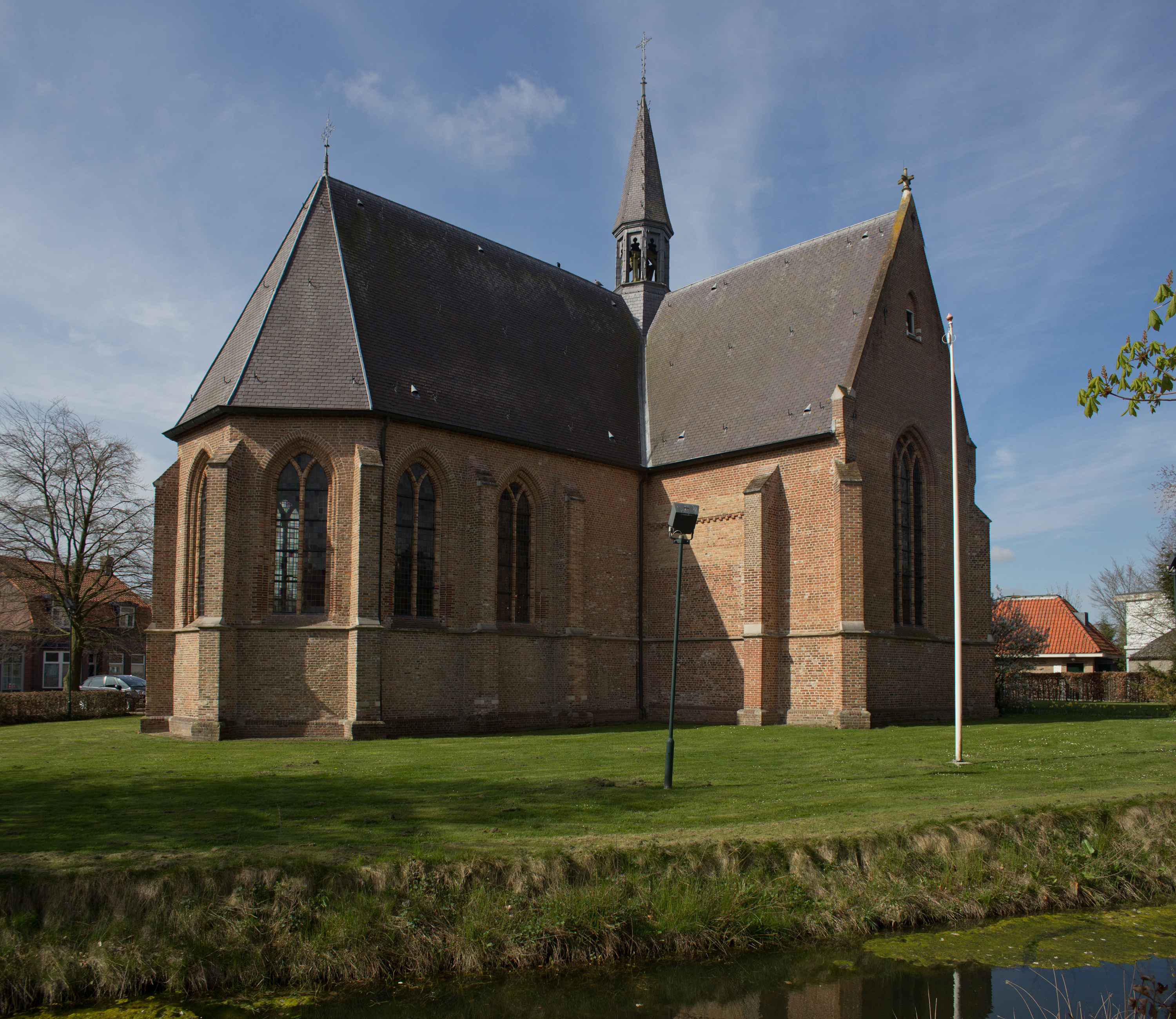
Chaam: Ledevaertkerk, s. XVI.
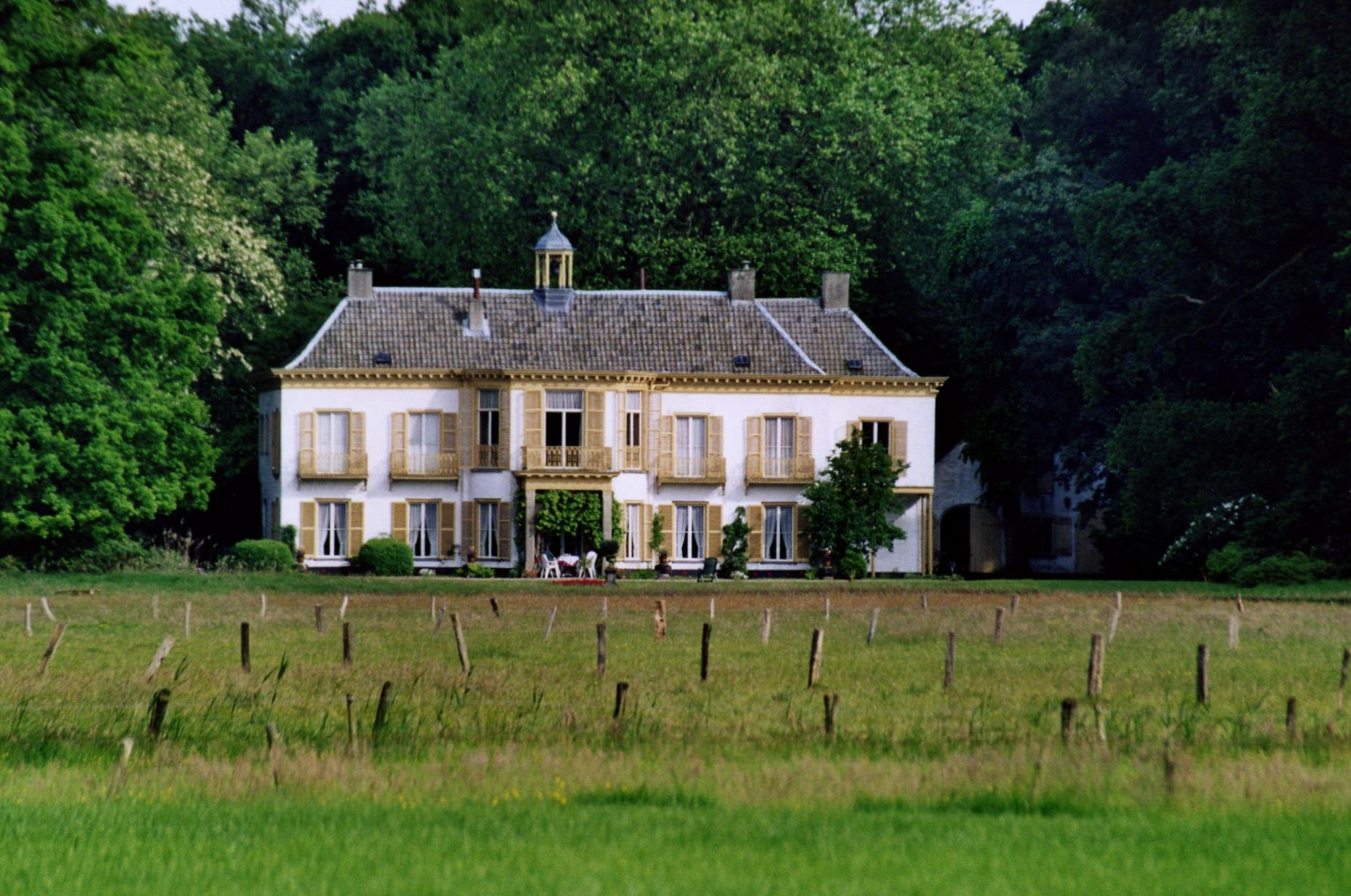
Ulvenhout: Mansión Hondsdonk (c. 1800)
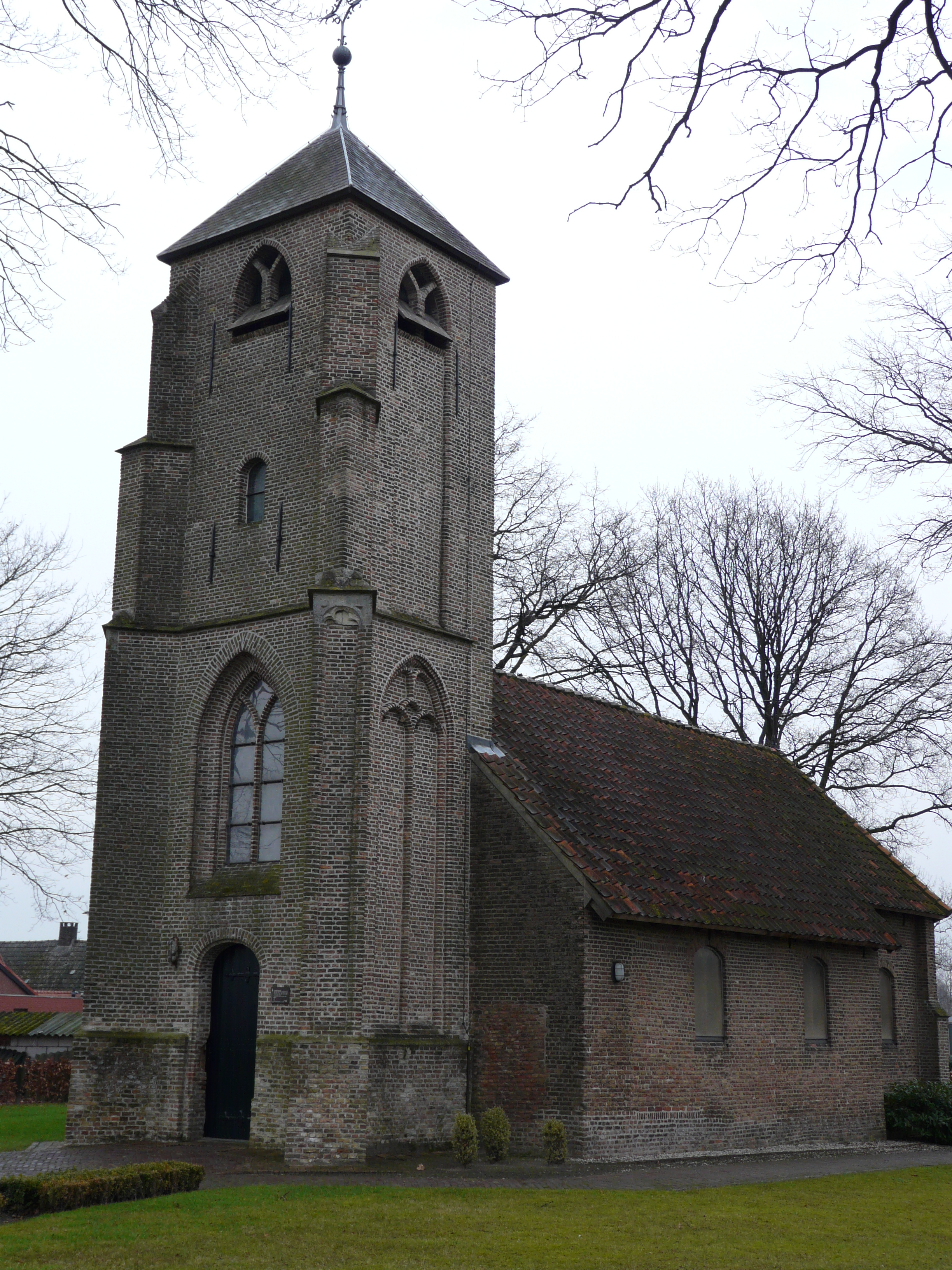
Galder: Sint-Jacobskapel, s. XVI